# Марк Статорий Секунд
Марк Стато́рий Секу́нд (лат. Marcus Statorius Secundus; умер после 121 года) — римский политический деятель из плебейского рода Статориев, консул-суффект 121 года.

## Биография
О происхождении Марка Статория в сохранившихся источниках нету никаких сведений. По-видимому, он был первым и единственным представителем своего рода, достигшим консулата. В 121 году (а не в 122 или 123 году, как считалось ранее) Секунд занимал должность консула-суффекта вместе с Луцием Семпронием Мерулой Ауспикатом. Около 127/128 года Марк Статорий находился на посту легата-пропретора провинции Каппадокия. По его приказу была отремонтирована дорога, ведущая через Малую Армению к Евфрату. Более о судьбе Секунда ничего не известно.